# 257e régiment d'artillerie
Le 257e régiment d'artillerie de campagne (ou 257e RAC) est un régiment d'artillerie de l'armée française qui se distingua lors de la Première Guerre mondiale.

## Création et différentes dénominations
- 1er avril 1917 : formation du 257e régiment d'artillerie de campagne à partir de l'artillerie divisionnaire de la 132e division d'infanterie
- 1er avril 1919 : dissolution[1]

## Historique des batailles du257eRAC

### Première Guerre mondiale

#### 1917
- 2e Bataille de Verdun

#### 1918
- Champagne : Auberive, Le Téton, Mont sans Nom (juillet), Attaque de l'Aisne (20 août)

## Décorations
Deux fois cité à l'ordre de l'armée et une fois à celui du corps d'armée, le régiment porte la fourragère aux couleurs de la croix de guerre 1914-1918.

## Sources et bibliographie
- Historique du 257e régiment d'artillerie pendant la guerre 1914-1919, Vendôme, Chartier, 1920, 16 p., lire en ligne sur Gallica.